# Fire with Fire : Vengeance par le feu
Pour plus de détails, voir Fiche technique et Distribution.
Fire with Fire : Vengeance par le feu ou Le Feu par le feu au Québec (Fire with Fire) est un film américain de David Barrett, sorti en 2012.

## Synopsis

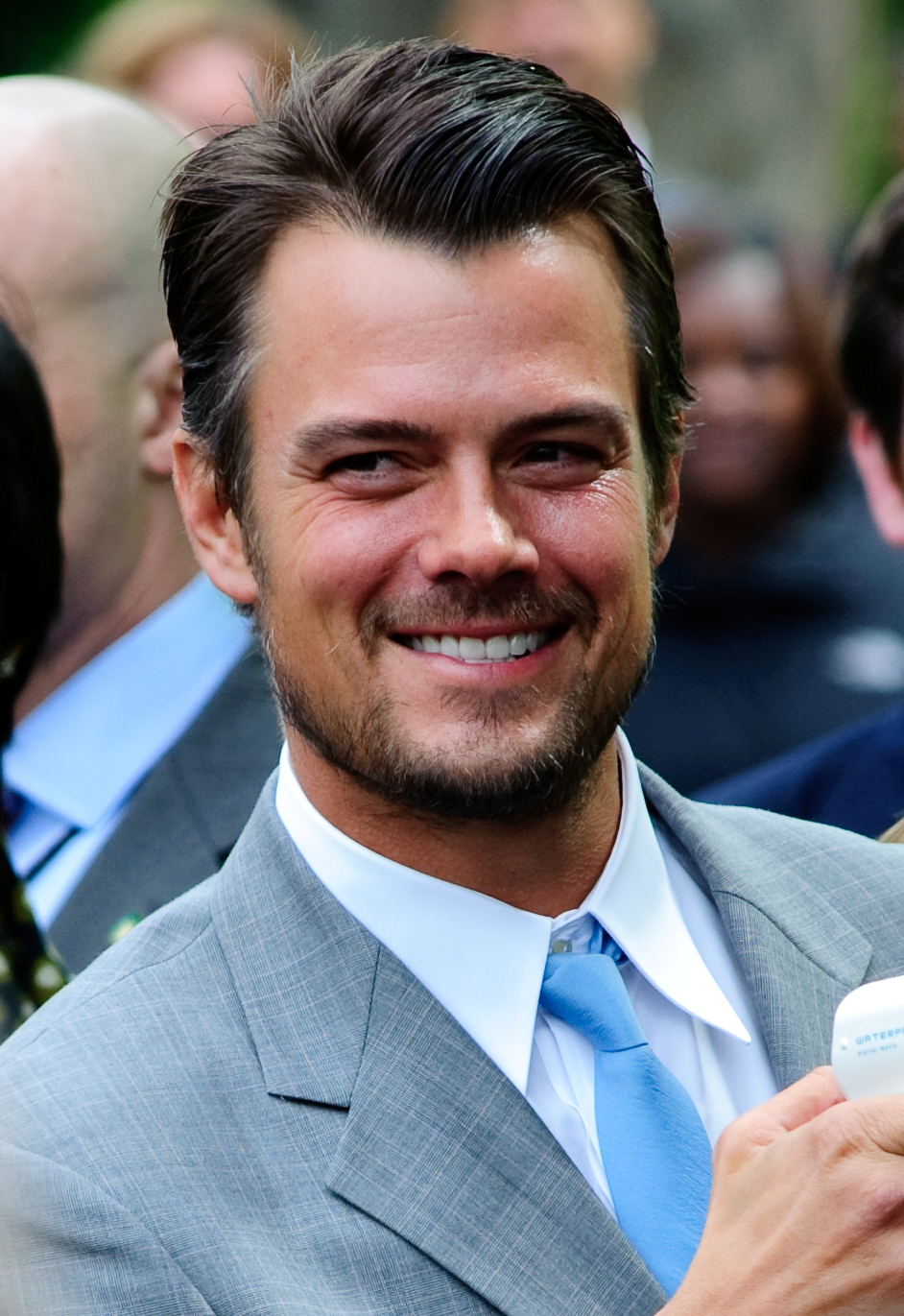
Josh Duhamel, 2009

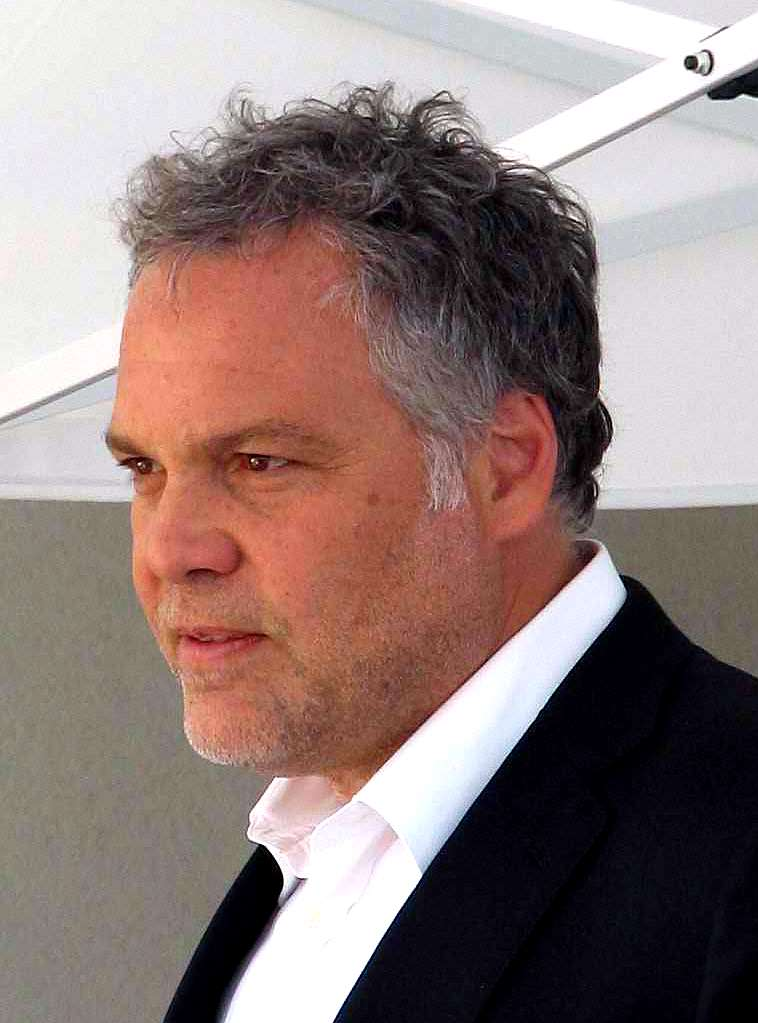
Vincent D'Onofrio

Après avoir été témoin de plusieurs meurtres dans une supérette, Jeremy Coleman (Josh Duhamel), jeune pompier, reconnaît formellement le tueur David Hagan (Vincent D'Onofrio), chef d'une organisation criminelle de néonazis.

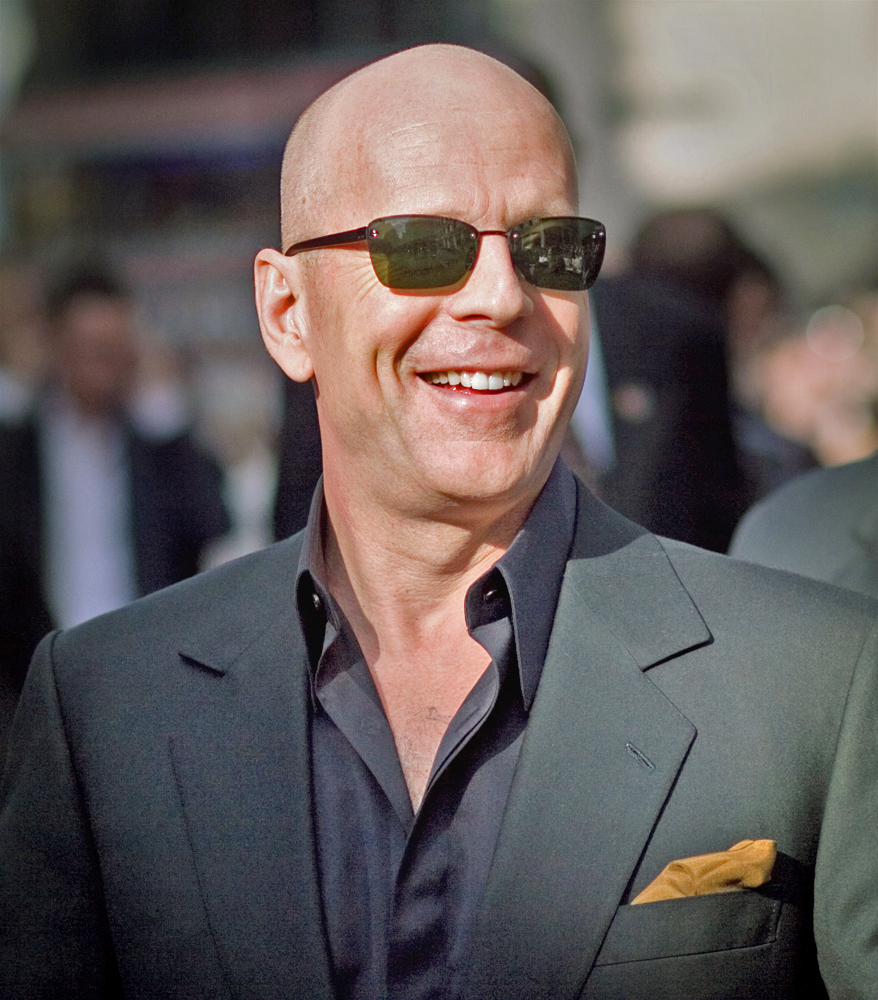
Bruce Willis

Cette affaire tient à cœur au policier Mike Cella (Bruce Willis) qui a un contentieux avec Hagan. Coleman est donc placé dans le programme de protection des témoins dans l'attente du procès. Il tombe amoureux de Talia (Rosario Dawson), une marshal chargée de le protéger, avec qui il fait des projets.
Cependant, David Hagan et ses complices les retrouvent et Talia est grièvement blessée. Jeremy comprend qu’ils ne seront jamais en paix tant que Hagan sera en vie. Il décide alors de le retrouver et de se faire justice lui-même coûte que coûte…

## Fiche technique
- Titre original : Fire with Fire
- Titre français : Fire with Fire, vengeance par le feu (DVD) ; Témoin gênant (TV)[1]
- Titre québécois : Le Feu par le feu
- Réalisation : David Barrett
- Scénario : Tom O'Connor
- Direction artistique : Nathan Amondson (supervision), Frank Zito
- Décors : Monique Champagne
- Costumes : Mia Maddox
- Photographie : Christopher Probst
- Montage : Paul Harb
- Musique : Trevor Morris
- Production : Curtis « 50 Cent » Jackson, Andrew Deane, Randall Emmett, George Furla, Richard Jackson, Matthew Rhodes
- Sociétés de production : Cheetah Vision, Emmett/Furla Films
- Sociétés de distribution : Grindstone Entertainment Group (États-Unis) ; ACE Entertainment (France) ; Belga Films (Belgique)
- Pays : États-Unis
- Langue : anglais
- Format : Couleur - 35 mm/D-Cinema - 2,35:1                    - son Dolby Digital
- Genre : Thriller
- Durée : 97 minutes
- Dates de sortie :
  - États-Unis : 31 août 2012
  - Belgique : 24 avril 2013
  - France : 3 juillet 2013

## Distribution
- Josh Duhamel (VFB : Bruno Mullenaerts ; VQ : Patrice Dubois) : Jeremy Coleman
- Bruce Willis (VF : Patrick Poivey ; VQ : Jean-Luc Montminy) : Mike Cella
- Rosario Dawson (VFB : Célia Torrens ; VQ : Hélène Mondoux) : Talia Durham
- Vincent D'Onofrio (VFB : Lionel Bourguet ; VQ : Tristan Harvey) : David Hagan
- Curtis « 50 Cent » Jackson (VFB : Claudio Dos Santos ; VQ : Jean-François Beaupré) : Lamar
- Julian McMahon (VFB : Erwin Grünspan) : Robert
- Vinnie Jones (VFB : Martin Spinhayer ; VQ : Sylvain Hétu) : Boyd
- Thom Barry (VFB : Patrick Descamps) : Dennis
- Arie Verveen : Darren
- Eric Winter (VFB : Alexandre Crépet) : Adam
- Bonnie Somerville (VFB : Delphine Moriau ; VQ : Aline Pinsonneault) : Karen Westlake
- Richard Schiff (VFB : Michel Hinderyckx) : Maître Harold Gethers
- Kevin Dunn (VFB : Benoît Van Dorslaer) : l'agent Calvin Mullens
- Yohance Myles : l'adjoint Parker
- James Lesure (VFB : Pierre Lognay) : Craig
- Quinton Jackson (VFB : Antoni Lo Presti) : Wallace
- Nnamdi Asomugha (VFB : Karim Barras) : Sherrod
- Scott Martin (VFB : Xavier Percy) : Kane
- Danny Epper : Sean
- Christopher Fisher (VFB : Aurélien Ringelheim) : Calvin
- Lydia Hull (VFB : Delphine Chauvier) : Clerk

- Version française
  - Studio de doublage : Imagine
  - Direction artistique : Raphaël Anciaux
  - Adaptation : Nicolas Mourguye

Source pour la VF : Crédits à la fin du film